# Stare Kozłowo
Stare Kozłowo (prononciation : [ˈstarɛ kɔˈzwɔvɔ]) est un village polonais de la gmina de Somianka dans le powiat de Wyszków de la voïvodie de Mazovie dans le centre-est de la Pologne.
Il se situe à environ 4 kilomètres au nord de Somianka (siège de la gmina), à 10 kilomètres à l'ouest de Wyszków (siège du powiat) et à 48 kilomètres au nord-est de Varsovie (capitale de la Pologne).
Le village possède une population d'environ 400 habitants en 2006.

## Histoire
De 1975 à 1998, le village faisait partie du territoire de la voïvodie d'Ostrołęka.

Depuis 1999, Stare Kozłowo est situé dans la voïvodie de Mazovie.